# アレックス・レブエルタ
アレハンドロ・"アレックス"・レブエルタ・モンテーロ（Alejandro "Álex" Revuelta Montero、2000年4月16日 - ）は、スペイン・アンダルシア州ヘレス・デ・ラ・フロンテーラ出身のサッカー選手。ヘタフェCF B所属。ポジションはDF。

## クラブ経歴
アンダルシア州のヘレス・デ・ラ・フロンテーラに生まれ、同州のクラブのカンテラを転々とし、2018年にカディスCFのカンテラに入団した。1年後の2019年7月23日、Bチーム昇格と同時にヘレスCDへのレンタル移籍が決定した。
2020年9月24日、当時テルセーラ・ディビシオンに所属していたCDグアダラハラにフリーで加入した。
2021年8月24日、ヘタフェCFに3年契約で移籍し、Bチームに登録されることが発表された。2021-22シーズンはBチームでリーグ戦36試合4得点を記録すると、翌シーズンの9月18日、ラ・リーガ第6節CAオサスナ戦にて、94分にカルレス・アレニャとの途中交代でヘタフェでのトップチームデビューを飾った。